# Juan Avilés Farré
Juan Avilés Farré, né en 1950 et mort le 13 avril 2023, est un historien espagnol, professeur à l'UNED et spécialiste de l’histoire contemporaine de l'Espagne.

## Œuvres
- (es) Pasión y farsa. Franceses y británicos ante la Guerra Civil Española, Eudema, 1994[3]
- (es) Las grandes potencias ante la guerra de España, Arco Libros, 1998[4]
- (es) La fe que vino de Rusia. La revolución bolchevique y los españoles, Biblioteca Neuva, 1999[5]
- (es) Francisco Ferrer y Guardia. Pedagogo, anarquista y mártir, Marcial Pons, 2006[6],[7]
- (es) La izquierda burguesa y la tragedia de la II República, Consejería de Educación, 2006[8]
- (es) La daga y la dinamita. Los anarquistas y el nacimiento del terrorismo, Tusquets, octobre 2013r[9],[10],[11]

## références
- (en) Cet article est partiellement ou en totalité issu de l’article de Wikipédia en anglais intitulé « Juan Avilés Farré » (voir la liste des auteurs).

1. ↑  (es) Julio Gil, Rosa Pardo, « Juan Avilés, historiador sereno y comprometido », sur El País, 17 avril 2023 (consulté le 22 avril 2023)
2. ↑  David Hernández de la Fuente, « Anarquismo terrorista » [archive du 1er octobre 2017], sur La Razón, 31 octobre 2013 (consulté le 29 avril 2018)
3. ↑  
  - (es) Albert Girona Albuixech, « Recension de Pasión y Farsa: Franceses y Británicos ante la Guerra Civil Española », Ayer, no 18,‎ 1995, p. 219–224 (ISSN 1134-2277, JSTOR 41324524)
  - (en) Tom Buchanan, « Recension de Pasión y Farsa: Franceses y Británicos ante la Guerra Civil Española », The English Historical Review, vol. 111, no 443,‎ 1996, p. 1023 (ISSN 0013-8266, DOI 10.1093/ehr/CXI.443.1023, JSTOR 577652)
  - Jacques Maurice, « Recension de Pasión y Farsa: Franceses y Británicos ante la Guerra Civil Española », Le Mouvement Social, no 181,‎ 1997, p. 135 (ISSN 0027-2671, DOI 10.2307/3779220, JSTOR 3779220)
  - (es) Ricardo Miralles, « Rev. of Pasión y farsa. Franceses y británicos ante la guerra civil española », Historia Contemporánea, no 11,‎ 1994, p. 292–296 (ISSN 1130-2402, lire en ligne [archive du 6 mars 2016])
  - (en) David Wingeate Pike, « Recension de Pasión y Farsa: Franceses y Británicos ante la Guerra Civil Española », The American Historical Review, vol. 100, no 4,‎ 1995, p. 1241–1242 (ISSN 0002-8762, DOI 10.2307/2168236, JSTOR 2168236)
  - Alejandro Pizarroso Quintero, « Rev. of Pasión y farsa », Historia y Comunicación Social, no 2,‎ 1997, p. 326 (ISSN 1137-0734, lire en ligne)
  - (es) Carlos Collado Seidel, « Recension de Pasión y Farsa: Franceses y Británicos ante la Guerra Civil Española », Notas: Reseñas iberoamericanas. Literatura, sociedad, historia, vol. 3, no 2 (8),‎ 1996, p. 143–144 (ISSN 0945-8301, JSTOR 43112346)
4. ↑  Carlos Collado Seidel, « Recension de Las grandes potencias ante la guerra de España. (Cuadernos de Historia, 51), Juan Aviles Farré », Notas: Reseñas iberoamericanas. Literatura, sociedad, historia, vol. 7, no 3 (21),‎ 2000, p. 146–147 (ISSN 0945-8301, JSTOR 43117272)
5. ↑  Luis Arranz Notario, « La sombra del bolchevismo », Revista de Libros, no 40,‎ 2000, p. 8–10 (ISSN 1137-2249, JSTOR 30229211)
6. ↑  Rafael Núñez Florencio, « Ferrer, mito y miseria », Revista de Libros, no 121,‎ 2007, p. 19 (ISSN 1137-2249, JSTOR 30230872)
7. ↑  (es) Anna Ribera Carbó, « Ferrer Guardia en la Revolución Mexicana » [« Ferrer Guardia in the Mexican Revolution »], Educació i Història: Revista d'Història de l'Educació, no 16,‎ 20 janvier 2011, p. 139–159 (ISSN 2013-9632, DOI 10.2436/20.3009.01.68, lire en ligne)
8. ↑  (es) Juan Bautista Vilar, « La izquierda burguesa y la tragedia de la II República / Juan Avilés Farré : reseña bibliográfica », Anales de historia contemporánea,‎ 2008 (ISSN 0212-6559, hdl 10201/11920)
9. ↑  Marcelo Alejandro Bonnassiolle Cortés, « Rev. of La daga y la dinamita », Pensar Historia, vol. 6,‎ janvier 2016, p. 82–84 (lire en ligne [archive du 29 avril 2018])
10. ↑  (es) Antoni Dalmau, « Los orígenes del terrorismo » [archive du 21 mai 2017], sur Revista de Libros, 20 mai 2014 (consulté le 29 avril 2018)
11. ↑  Isidoro Gilbert, « Los nietos de Bakunin » [archive du 29 avril 2018], sur Revista Ñ, 27 janvier 2014 (consulté le 29 avril 2018)